# Pic de Malpaso
Le pic de Malpaso (en espagnol pico de Malpaso) est le point culminant de l'île d'El Hierro, dans les îles Canaries, avec une altitude de 1 502 mètres. Il est situé à la limite des territoires des communes de La Frontera et d'El Pinar de El Hierro.

## Géographie
Situé au centre de l'île, en bordure de la caldeira d'effondrement que constitue la valle de El Golfo, le pic de Malpaso s'élève à 1 502 mètres. Il est le résultat de la seconde période de volcanisme sur l'archipel survenue au Pliocène (il y a environ 3 millions d'années).
Il accueille à son sommet un poste de triangulation.